# كأس القارات 2009
كأس القارات 2009 هي النسخة الثامنة لكأس القارات، وأقيمت البطولة في جنوب أفريقيا من 14 يونيو إلى 28 يونيو 2009 كمقدمة لكأس العالم لكرة القدم 2010، أقيمت القرعة في 22 نوفمبر 2008 في ساندتون في جوهانسبيرغ، لُعِبت المباراة الافتتاحية في ملعب كوكا كولا بارك في جوهانسبيرغ، وحامل لقب البطولة هو البرازيل الذي فاز بالكأس في عام 2005.
لعبت المباراة النهائية في البطولة في يوم 28 يونيو 2009 بين البرازيل والولايات المتحدة الأمريكية وانتهت المباراة بفوز منتخب البرازيل بثلاثة أهداف مقابل هدفين، وتوجوا بالبطولة للمرة الثالثة في تاريخهم، وقد حصل اللاعب البرازيلي لويس فابيانو على لقب هداف البطولة برصيد 5 أهداف، والبرازيلي كاكا على لقب أفضل لاعب في البطولة.

## الفرق المتأهلة
| الفريق           | الاتحاد                                            | طريقة التأهل                    | المشاركة |
| ---------------- | -------------------------------------------------- | ------------------------------- | -------- |
| جنوب أفريقيا     | الاتحاد الإفريقي لكرة القدم                        | مستضيف البطولة                  | الثانية  |
| إيطاليا          | الاتحاد الأوروبي لكرة القدم                        | بطل كأس العالم 2006             | الأولى   |
| الولايات المتحدة | اتحاد أمريكا الشمالية والوسطى والكاريبي لكرة القدم | بطل كأس الكونكاكاف الذهبية 2007 | الرابعة  |
| البرازيل         | اتحاد أمريكا الجنوبية لكرة القدم                   | بطل كوبا أمريكا 2007            | السادسة  |
| العراق           | الاتحاد الآسيوي لكرة القدم                         | بطل كأس آسيا 2007               | الأولى   |
| مصر              | الإتحاد الأفريقي لكرة القدم                        | بطل كأس الأمم الإفريقية 2008    | الثانية  |
| إسبانيا          | الإتحاد الأوروبي لكرة القدم                        | بطل بطولة أمم أوروبا 2008       | الأولى   |
| نيوزيلندا        | اتحاد أوقيانوسيا لكرة القدم                        | بطل كأس أمم أوقيانوسيا 2008     | الثالثة  |

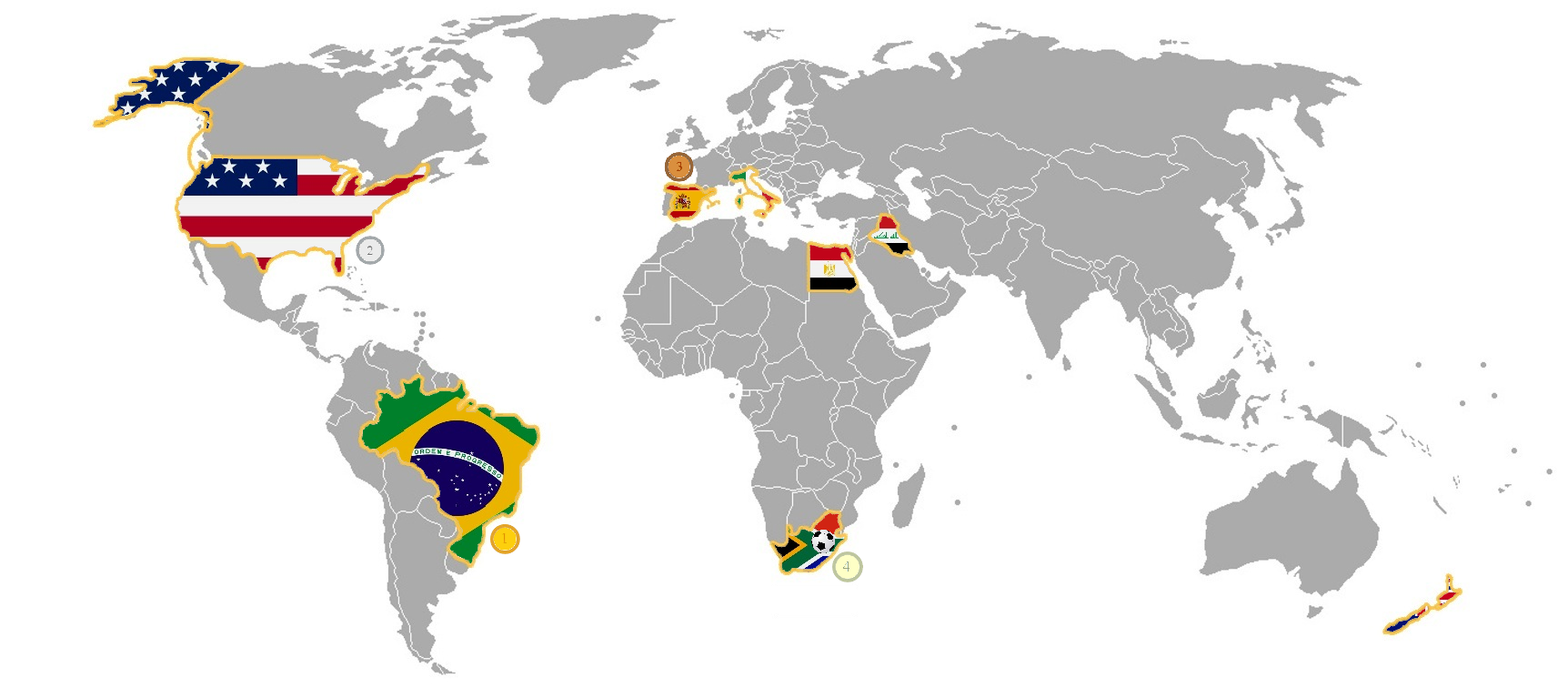
المنتخبات المشاركة في كأس القارات 2009

أقيمت قرعة البطولة في 22 نوفمبر 2008 في ساندتون في جوهانسبيرغ ، كل فريق قد مثل من قبل المشاركة من بلده في مسابقة ملكة جمال العالم 2008 ما عدا العراق الذي مثل من قبل ملكة جمال العالم 2007 الصينية زهانغ زيلين، وقد قسم الفرق إلى قسمين:
- القسم الأول: جنوب أفريقيا والبرازيل وإيطاليا وإسبانيا
- القسم الثاني: مصر والعراق ونيوزيلندا والولايات المتحدة

والمنتخبات التي تنتمي لنفس القارة لم تسحب في نفس القرعة، لذا فمنتخب مصر دخل إلى المجموعة الثانية، ومثل هذا الأمر حصل لمنتخب إيطاليا ومنتخب إسبانيا.

## الملاعب
أربعة مدن ستقوم باستضافة ملاعب مباريات كأس القارات 2009.
| جوهانسبيرغ       | بريتوريا             | بلومفونتين    | روستنبورغ           |
| ---------------- | -------------------- | ------------- | ------------------- |
| كوكا كولا بارك 1 | ملعب لوفتوس فيرسفيلد | فوداكوم بارك  | ملعب رويال بافوكينغ |
| السعة: 62,567    | السعة: 50,000        | السعة: 48,000 | السعة: 42,000       |
|                  |                      |               |                     |

وقد كان تم اختيار ملعب نيلسون مانديلا في يزابيث، ولكن في 8 يوليو 2008 تم استبعاد الملعب لأنه لن يوافي الموعد المحدد الأخير في 30 مارس 2009.

## مكافآت البطولة
قام الفيفا بتقديم حوالي 11,320,000 مليون يورو على المنتخبات المشاركة.
| المركز          | المبلغ بالـ يورو |
| --------------- | ---------------- |
| البطل           | 2,5 مليون        |
| الوصيف          | 2 مليون          |
| الثالث          | 1,75 مليون       |
| الرابع          | 1,5 مليون        |
| الخامس - الثامن | 0,9 مليون        |
| الإجمالي        | 11,35 مليون يورو |

## الحكام
تم إعلان الحكام المختارين في 5 مايو 2009 ، وانسحب طاقمين للحكام بسبب الإصابة (وهما بقيادة كارلوس باتريس وكارلوس أمارييا)، وقد تم استبدالهم بطاقمين بقيادة بينيتو أركونديا وبابلو بوزو.
| أفريقيا - كوفي كوجيا - الحكام المساعدون: كومي كونيوه و أليكسيس فاسينو - إيدي مالييت - الحكام المساعدون: إيفاريست مينكواندي و بشير حسني آسيا - ماثيو بريز - الحكام المساعدون: ماثيو كريم و بن ويلسون أوروبا - هوارد ويب - الحكام المساعدون: إنجلترا بيتر كيركوب و مايك مولاركي - مارتن هانسون - الحكام المساعدون: فريدريك نيلسون و هنريك أندرين | - سويسرا ماسيمو بوساكا - الحكام المساعدون: ماثياس أرنيت و فرانسيسكو بوراغينا أمريكا الشمالية - بينيتو أركونديا - الحكام المساعدون: مارفين تورنتيرا و هيكتور فيرغارا أوقيانوسيا - ميكائيل هستر - الحكام المساعدون: جان هندريك هنتز و مارك رول أمريكا الجنوبية - بابلو بوزو - الحكام المساعدون: باتريسيو باسوالتو و فرانسيسكو موندريا - خورخي لاريوندا - الحكام المساعدون: الأوروغواي بابلو فاندينيو و ماوريسيو إسبينوزا |

## مرحلة المجموعات

### معايير كسر التعادل
ترتيب الفرق المشاركة في دور المجموعات يكون على النحو التالي : 
- النقاط التي تم الحصول عليها.
- فارق الأهداف المسجلة والمتلقاة لكل فريق.
- أكثر الفرق تسجيلا للأهداف.

في حال استمرار التعادل بين فريقين أو أكثر، يكون الترتيب على النحو التالي : 
- النقاط التي حصل عليها الفريق في المباريات بين الفرق المعنية.
- فارق الاهداف الناتجة عن مباريات المجموعة بين الفرق المعنية.
- أكبر عدد من الأهداف المسجلة في جميع مباريات المجموعة بين الفرق المعنية.
- سحب القرعة من قبل اللجنة المنظمة للفيفا.

### المجموعة الأولى
| الفريق       | لعب | فاز | تعادل | خسر | له | عليه | + - | النقاط |
| ------------ | --- | --- | ----- | --- | -- | ---- | --- | ------ |
| إسبانيا      | 3   | 3   | 0     | 0   | 8  | 0    | 8+  | 9      |
| جنوب إفريقيا | 3   | 1   | 1     | 1   | 2  | 2    | 0   | 4      |
| العراق       | 3   | 0   | 2     | 1   | 0  | 1    | 1-  | 2      |
| نيوزيلندا    | 3   | 0   | 1     | 2   | 0  | 7    | 7-  | 1      |

| جنوب إفريقيا | 0:0 | العراق |
| ------------ | --- | ------ |
|              |     |        |

| نيوزيلندا | 5:0 | إسبانيا                                                 |
| --------- | --- | ------------------------------------------------------- |
|           |     | فرناندو توريس 6' 14' 17' · فابريغاس 24' · دافيد فيا 48' |

| إسبانيا       | 0:1 | العراق |
| ------------- | --- | ------ |
| دافيد فيا 55' |     |        |

| جنوب إفريقيا          | 0:2 | نيوزيلندا |
| --------------------- | --- | --------- |
| بيرنارد باركر 52' 21' |     |           |

| العراق | 0:0 | نيوزيلندا |
| ------ | --- | --------- |
|        |     |           |

| إسبانيا                              | 0:2 | جنوب إفريقيا |
| ------------------------------------ | --- | ------------ |
| دافيد فيا 52' · فيرناندو ليورنتي 72' |     |              |

### المجموعة الثانية
| الفريق           | لعب | فاز | تعادل | خسر | له | عليه | + - | النقاط |
| ---------------- | --- | --- | ----- | --- | -- | ---- | --- | ------ |
| البرازيل         | 3   | 3   | 0     | 0   | 10 | 3    | 7+  | 9      |
| الولايات المتحدة | 3   | 1   | 0     | 2   | 4  | 6    | 2-  | 3      |
| إيطاليا          | 3   | 1   | 0     | 2   | 3  | 5    | 2-  | 3      |
| مصر              | 3   | 1   | 0     | 2   | 4  | 7    | 3-  | 3      |

| البرازيل                                                    | 3:4 | مصر                                      |
| ----------------------------------------------------------- | --- | ---------------------------------------- |
| كاكا 5'، هدف' (90) · لويس فابيانو 12' · جوان دوس سانتوس 37' |     | محمد زيدان 9'، هدف' (55) · محمد شوقي 54' |

| الولايات المتحدة   | 3:1 | إيطاليا                                     |
| ------------------ | --- | ------------------------------------------- |
| لاندون دونوفان 41' |     | جوسيبي روسي 58' 90+4' · دانييلي دي روسي 72' |

| الولايات المتحدة | 3:0 | البرازيل                                  |
| ---------------- | --- | ----------------------------------------- |
|                  |     | فيليبي ميلو 7' · روبينيو 20' · مايكون 62' |

| مصر          | 0:1 | إيطاليا |
| ------------ | --- | ------- |
| محمد حمص 40' |     |         |

| إيطاليا | 3:0 | البرازيل                                           |
| ------- | --- | -------------------------------------------------- |
|         |     | لويس فابيانو 37' 43' · أندريا دوسينا 45'(في مرماه) |

| مصر | 3:0 | الولايات المتحدة                                       |
| --- | --- | ------------------------------------------------------ |
|     |     | شارلي دافيدز 21' · مايكل برادلي 63' · كلينت ديمبسي 71' |

## مرحلة خروج المغلوب
|  | نصف النهائي           | نصف النهائي           |   |                      | النهائي               | النهائي |  |
|  |                       |                       |   |                      |                       |         |  |
|  | 25 يونيو - جوهانسبيرغ |                       |   |                      |                       |         |  |
|  | جنوب إفريقيا          | 0                     |   |                      |                       |         |  |
|  | البرازيل              | 1                     |   |                      |                       |         |  |
|  |                       |                       |   |                      |                       |         |  |
|  |                       |                       |   |                      | 29 يونيو - جوهانسبيرغ |         |  |
|  |                       |                       |   |                      | البرازيل              | 3       |  |
|  |                       | الولايات المتحدة      | 2 |                      |                       |         |  |
|  |                       |                       |   |                      |                       |         |  |
|  |                       |                       |   |                      |                       |         |  |
|  |                       |                       |   |                      | المركز الثالث         |         |  |
|  | 24 يونيو - بلومفونتين | 24 يونيو - بلومفونتين |   | 29 يونيو - روستنبورغ | 29 يونيو - روستنبورغ  |         |  |
|  | إسبانيا               | 0                     |   | إسبانيا              | 3                     |         |  |
|  | الولايات المتحدة      | 2                     |   |                      | جنوب إفريقيا          | 2       |  |

### نصف النهائي
| إسبانيا | 2:0 | الولايات المتحدة                    |
| ------- | --- | ----------------------------------- |
|         |     | جوزي ألتيدور 27' · كلينت ديمبسي 74' |

| البرازيل       | 0:1 | جنوب إفريقيا |
| -------------- | --- | ------------ |
| داني ألفيس 88' |     |              |

### تحديد المركز الثالث والرابع
| إسبانيا                               | 2:3 | جنوب إفريقيا            |
| ------------------------------------- | --- | ----------------------- |
| داني غويزا 88' 89' · شابي ألونسو 107' |     | كاتليغو مفيلا 90+3' 73' |

### النهائي
| الولايات المتحدة                      | 3:2 | البرازيل                         |
| ------------------------------------- | --- | -------------------------------- |
| كلينت ديمبسي 10' · لاندون دونوفان 27' |     | لويس فابيانو 46' 74' · لوسيو 84' |

| بطل كأس القارات 2009       |
| -------------------------- |
| · البرازيل · للمرة الثالثة |

## الجوائز
| الحذاء الذهبي: | القفاز الذهبي: | الكرة الذهبية: | جائزة اللعب النظيف: |
| -------------- | -------------- | -------------- | ------------------- |
| لويس فابيانو   | تيم هاوارد     | كاكا           | البرازيل            |

| الكرة الفضية: | الكرة البرونزية: |
| ------------- | ---------------- |
| لويس فابيانو  | كلينت ديمبسي     |
| الحذاء الفضي: | الحذاء البرونزي: |
| فرناندو توريس | دافيد فيا        |

## الهداف
| خمسة أهداف - لويس فابيانو ثلاثة أهداف - فرناندو توريس - دافيد فيا - كلينت ديمبسي هدفان - داني غويزا - لاندون دونوفان - جوسيبي روسي - كاكا - بيرنارد باركر - كاتليغو مفيلا - محمد زيدان | هدف واحد - سيسك فابريغاس - فيرناندو ليورنتي - شابي ألونسو - مايكل برادلي - شارلي دافيدز - جوزي ألتيدور - دانييلي دي روسي - جوان دوس سانتوس - فيليبي ميلو - داني ألفيس - لوسيو - مايكون - روبينيو - محمد شوقي - محمد حمص خطأ في مرماه - أندريا دوسينا (ضد البرازيل) |

## فريق البطولة
اختار الفيفا فريق البطولة بعد فتح باب التصويت على الموقع الرسمي للفيفا.
| الحراسة    | الدفاع                                   | الوسط                            | الهجوم                               |
| ---------- | ---------------------------------------- | -------------------------------- | ------------------------------------ |
| تيم هاوارد | مايكون كارليس بويول لوسيو خوان كابدفيليا | محمد أبو تريكة كلينت ديمبسي كاكا | فرناندو توريس دافيد فيا لويس فابيانو |

## الإحصائيات الرسمية[13]

### الأكثر تسديدا على المرمى
| المركز | اللاعب        | التسديدات |
| ------ | ------------- | --------- |
| 1      | دافيد فيا     | 26        |
| 2      | كاكا          | 21        |
| 3      | بيرنارد باركر | 18        |
| 4      |               | 17        |
| 5      | تيكو موديسي   | 15        |

### أكثر الحراس تصديا للكرات
| المركز | اللاعب                | التصدي |
| ------ | --------------------- | ------ |
| 1      |                       | 33     |
| 2      | أتوميلينغ كهون        | 17     |
| 3      | عصام الحضري محمد قاصد | 15     |
| 4      | غلين موس              | 14     |

### أكثر اللاعبين تمريراً
| المركز | اللاعب          | التمريرات |
| ------ | --------------- | --------- |
| 1      | تشافي هيرنانديز | 374       |
| 2      | شابي ألونسو     | 368       |
| 3      | سيبونيسو غاسكا  | 322       |
| 4      | خوان كابدفيليا  | 314       |
| 5      | فيليبي ميلو     | 300       |

### أكثر اللاعبين حصولاً على البطاقات
| المركز | اللاعب                                                                         | صفراء | حمراء |
| ------ | ------------------------------------------------------------------------------ | ----- | ----- |
| 1      | جيرارد بيكي                                                                    | 3     | 0     |
| 2      | أحمد المحمدي                                                                   | 1     | 1     |
| 3      | راؤول ألبيول فيليبي ميلو أندري سانتوس تسيبو ماسيليلا ستيفن بينار ماكبيث سيبايا | 2     | 0     |
| 4      |                                                                                | 0     | 1     |

### المنتخب الأكثر تسجيلاً
| المركز | اللاعب           | الأهداف |
| ------ | ---------------- | ------- |
| 1      | البرازيل         | 14      |
| 2      | إسبانيا          | 11      |
| 3      |                  | 8       |
| 4      | جنوب أفريقيا مصر | 4       |
| 5      | إيطاليا          | 3       |
| 6      | العراق نيوزيلندا | 0       |

### المنتخب الأكثر تسديدا
| المركز | اللاعب       | التسديدات |
| ------ | ------------ | --------- |
| 1      | البرازيل     | 108       |
| 2      | إسبانيا      | 105       |
| 3      | جنوب أفريقيا | 69        |
| 4      | إيطاليا      | 59        |
| 5      |              | 53        |
| 6      | مصر          | 30        |
| 7      | نيوزيلندا    | 25        |
| 8      | العراق       | 18        |

### المنتخب الأكثر ارتكابا للأخطاء
| المركز | اللاعب       | الأخطاء |
| ------ | ------------ | ------- |
| 1      | جنوب أفريقيا | 79      |
| 2      |              | 71      |
| 3      | إسبانيا      | 64      |
| 4      | البرازيل     | 63      |
| 5      | نيوزيلندا    | 46      |

### المنتخب الأكثر تمريرا
| المركز | اللاعب       | التمريرات |
| ------ | ------------ | --------- |
| 1      | إسبانيا      | 2619      |
| 2      | البرازيل     | 2077      |
| 3      | جنوب أفريقيا | 1805      |
| 4      |              | 1095      |
| 5      | مصر          | 1086      |
| 6      | إيطاليا      | 1081      |
| 7      | نيوزيلندا    | 860       |
| 8      | العراق       | 762       |

### المنتخب الأكثر تحصلا على البطاقات
| المركز | اللاعب               | صفراء | حمراء |
| ------ | -------------------- | ----- | ----- |
| 1      |                      | 7     | 3     |
| 2      | جنوب أفريقيا إسبانيا | 10    | 0     |
| 3      | مصر                  | 5     | 1     |
| 4      | البرازيل نيوزيلندا   | 6     | 0     |
| 5      | إيطاليا              | 4     | 0     |
| 6      | العراق               | 3     | 0     |

## رعاة البطولة
هذه البطولة برعاية العديد من الشركات :
 شركاء الفيفا 
- أديداس
- كوكاكولا
- طيران الإمارات
- كيا موتورز
- سوني
- فيزا

رعاة البطولة الرسميون
- بودفايزر
- كاسترول
- كونتينتال أيه جي
- ماكدونالدز
- إم.تي.إن جروب
- سات يام كمبيوتر

الرعاة الوطنيون
- أولتيمات
- إف إن بي
- نيوأفريقيا
- براسا

## مقالات أخرى
- بطولة كأس العالم لكرة القدم 2010